# Llauna de gas a pressió

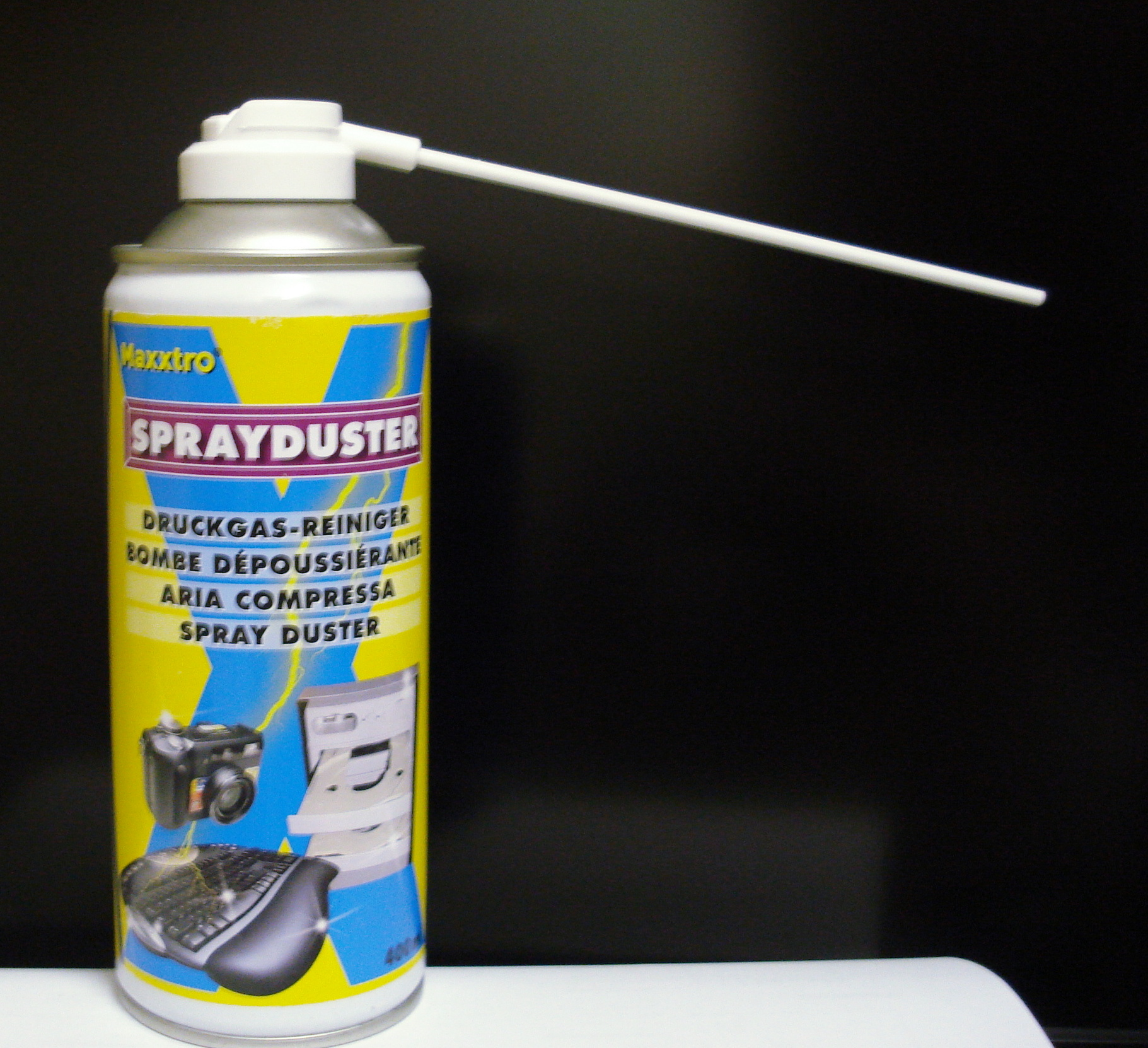
Una llauna de gas a pressió

La llauna de gas a pressió, és un producte utilitzat per a la neteja d'equips electrònics i altres dispositius sensibles que no es poden netejar amb aigua.
Aquests productes acostumen a ser una llauna que, quan es pressiona el disparador, fa saltar un corrent de gas comprimit a través d'una obertura. Malgrat el nom "aire en conserva", les llaunes contenen realment gasos que es poden comprimir en líquids. L'aire líquid veritable no és pràctic, ja que no es pot emmagatzemar en pots de polvorització metàl·lics a causa de la pressió i temperatura necessaris. Les llaunes de gas a pressió més comuns són l'1,1-difluoroetà, l' 1,1,1-trifluoroetà o el 1,1,1,2-tetrafluoroetà. Els hidrocarburs, com el butà, eren utilitzats sovint en el passat, però la seva naturalesa inflamable va obligar els fabricants a utilitzar fluorocarburs.
Quan s'inhala, els vapors del gas poden produir efectes psicoactius i poden ser nocius per a la salut, de vegades fins i tot provocant la mort.

## Impactes ambientals
Escalfament global: el difluoroetà (HFC-152a), el trifluoroetà (HFC-143a) i el tetrafluoroetà completament no inflamable (HFC-134a) són gasos amb efecte d'hivernacle potents. Segons el Panell Intergovernamental sobre Canvi Climàtic (IPCC), el potencial d'escalfament global (GWP) de HFC-152a, HFC-143a i HFC-134a són 124, 4470 i 1430, respectivament. GWP es refereix a l'efecte d'escalfament global en comparació amb CO ₂ per a la massa unitària. 1 kg de HFC-152a equival a 124 kg de CO ₂
Danys a la capa d' ozó: els esprais de gas venuts en molts països són segurs ja que utilitzen gasos no danyen la capa d'ozó. El tetrafluoroetà, per exemple, té un dany poc significatiu. Aquesta és una qüestió diferent de la preocupació per l'escalfament global.